# ينس كريستيان ماغنوس
ينس كريستيان ماغنوس هو سياسي نرويجي، ولد في 13 يوليو 1920 في أوسلو في النرويج، وتوفي في 9 يناير 2017 في باروم في النرويج. حزبياً، نشط في حزب المحافظين.